# 永井浩 (運輸官僚)
永井 浩（ながい ひろし、1928年8月31日 - 2007年3月29日）は、日本の運輸官僚、経営者。海上保安庁長官などを務めた。

## 来歴・人物
千葉県出身。1952年に東京大学法学部法律学科を卒業し、同年に運輸省に入省。1980年6月に海運局長、1982年6月に海上保安庁長官を歴任し、1983年6月に日本鉄道建設公団副総裁に就任し、1987年10月には総裁に昇格。1990年6月に日本空港ビル副社長に就任し、1991年6月には社長に昇格し、1997年6月に会長を経て、2001年6月に取締役相談役を退く。
2000年4月に勲二等旭日重光章を受章。
2007年3月29日に肺癌のために死去。78歳没。